# Babînți, Pohrebîșce
Babînți (în ucraineană Бабинці) este localitatea de reședință a comunei Babînți din raionul Pohrebîșce, regiunea Vinnița, Ucraina.

## Demografie
Componența lingvistică a localității Babînți
     Ucraineană (98,99%)
     Rusă (1,01%)
Conform recensământului din 2001, majoritatea populației localității Babînți era vorbitoare de ucraineană (98,99%), existând în minoritate și vorbitori de rusă (1,01%).